# Farmington (Iowa)
Farmington és una població dels Estats Units a l'estat d'Iowa. Segons el cens del 2000 tenia 756 habitants.

## Demografia
Segons el cens del 2000, Farmington tenia 756 habitants, 330 habitatges, i 192 famílies. La densitat de població era de 621 habitants/km².
Dels 330 habitatges en un 26,4% hi vivien nens de menys de 18 anys, en un 48,5% hi vivien parelles casades, en un 5,2% dones solteres, i en un 41,8% no eren unitats familiars. En el 38,8% dels habitatges hi vivien persones soles el 24,5% de les quals corresponia a persones de 65 anys o més que vivien soles. El nombre mitjà de persones vivint en cada habitatge era de 2,29 i el nombre mitjà de persones que vivien en cada família era de 3.
Per edats la població es repartia de la següent manera: un 25,7% tenia menys de 18 anys, un 6,3% entre 18 i 24, un 24,9% entre 25 i 44, un 21,3% de 45 a 60 i un 21,8% 65 anys o més.
L'edat mediana era de 40 anys. Per cada 100 dones de 18 o més anys hi havia 93,8 homes.
La renda mediana per habitatge era de 26.354 $ i la renda mediana per família de 35.156 $. Els homes tenien una renda mediana de 30.250 $ mentre que les dones 21.406 $. La renda per capita de la població era de 13.591 $. Entorn del 10,1% de les famílies i el 12,8% de la població estaven per davall del llindar de pobresa.

## Poblacions properes
El següent diagrama mostra les poblacions més properes.